# Birte Siech
Birte Siech (Berlijn, 19 maart 1967) is een Duits roeister.
Siech won namens de DDR in 1988 olympisch goud in de vier-met-stuurvrouw. Vier jaar later was de vier-met vervangen door de vier-zonder, op dit nummer won Siech voor het verenigde Duitsland de bronzen medaille.

## Resultaten

### Olympische Zomerspelen
| Jaar | Plaats    | Resultaten                   |
| ---- | --------- | ---------------------------- |
| 1988 | Seoel     | in de vier-met-stuurvrouw    |
| 1992 | Barcelona | in de vier-zonder-stuurvrouw |

### Wereldkampioenschappen roeien
| Jaar | Plaats       | Resultaten                |
| ---- | ------------ | ------------------------- |
| 1987 | Kopenhagen   | in de vier-met-stuurvrouw |
| 1990 | Barrington   | in de twee-zonder         |
| 1993 | Račice       | 4e in de vier-zonder      |
| 1994 | Indianapolis | 4e in de twee-zonder      |

1976: Karin Metze & Bianka Schwede & Gabriele Lohs & Andrea Kurth & Sabine Heß ·
1980: Ramona Kapheim & Silvia Fröhlich & Angelika Noack & Romy Saalfeld & Kirsten Wenzel·
1984: Florica Lavric & Maria Fricioiu & Chira Apostol & Olga Bularda & Viorica Ioja·
1988: Martina Walther & Gerlinde Doberschütz & Carola Hornig & Birte Siech & Sylvia Rose